# Der Januskopf
The Head of Janus (în germană Der Januskopf) este un film de groază german din 1920 regizat de Friedrich Wilhelm Murnau. Rolurile principale sunt interpretate de actorii Conrad Veidt, Magnus Stifter și Margarete Schlegel.

## Distribuție
- Conrad Veidt
- Magnus Stifter
- Margarete Schlegel
- Willy Kaiser-Heyl
- Bela Lugosi